# Kreuzkapelle (Loope)

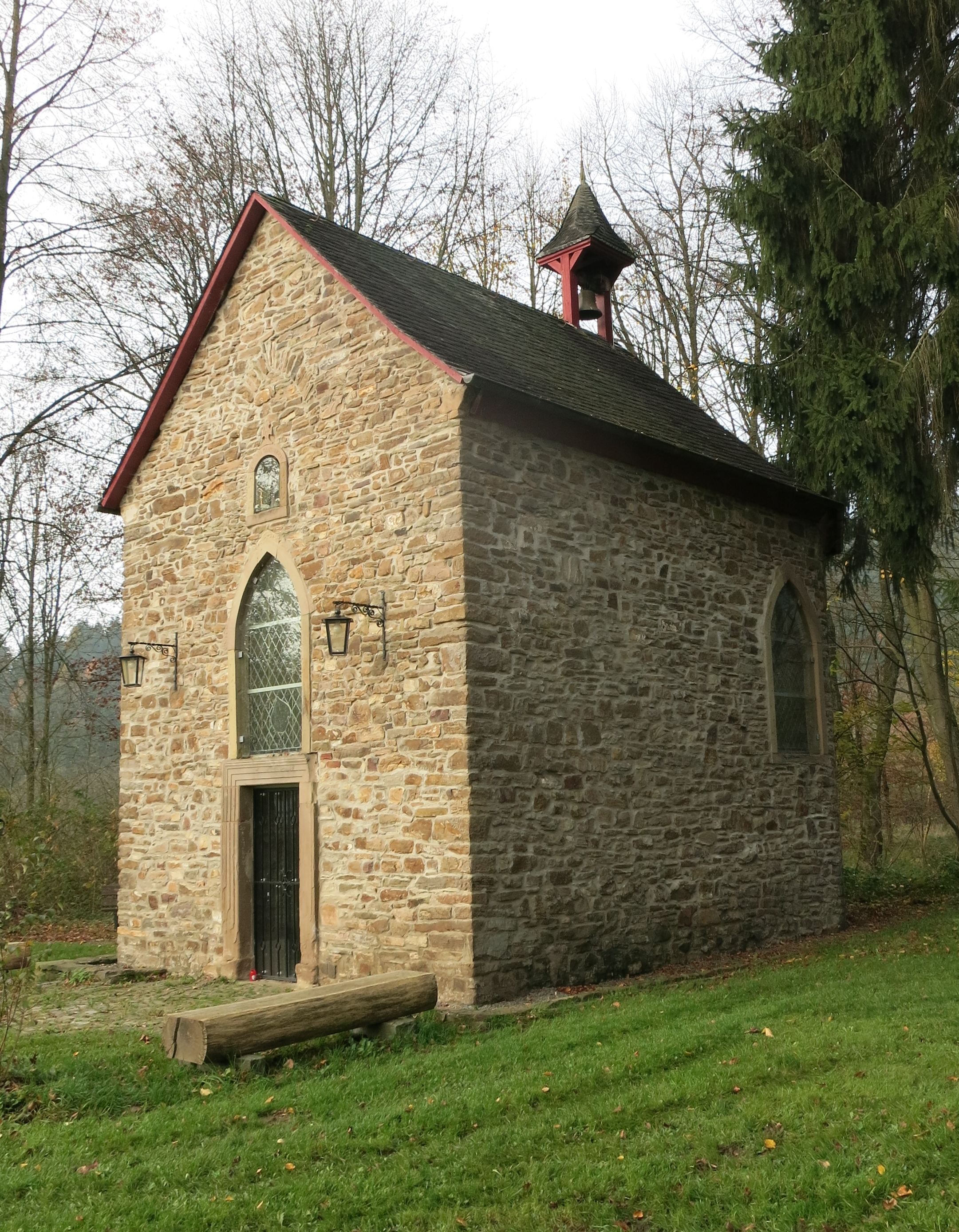
Kreuzkapelle in Loope

Die Kreuzkapelle in Engelskirchen-Loope ist ein kleines Kirchengebäude im Ortsteil Ehreshoven. Die Kapelle steht unter Denkmalschutz.

## Lage und Beschreibung
Die Kapelle befindet sich in Ehreshoven zwischen der Stauanlage Ehreshoven I und der Hängebrücke Kastor am Ende des westlichen Abzweigs der Straße Am Weidenbach nahe der Stauanlage.
In der Kapelle, die aus Bruchstein gemauert ist, befindet sich ein einfacher, aus Bruchstein gemauerter Altar. Über dem Altar ist ein Kreuz angebracht. Die Innenwände sind weiß getüncht. Auf dem Satteldach des Gebäudes befindet sich ein Dachreiter, in dem eine Glocke hängt.

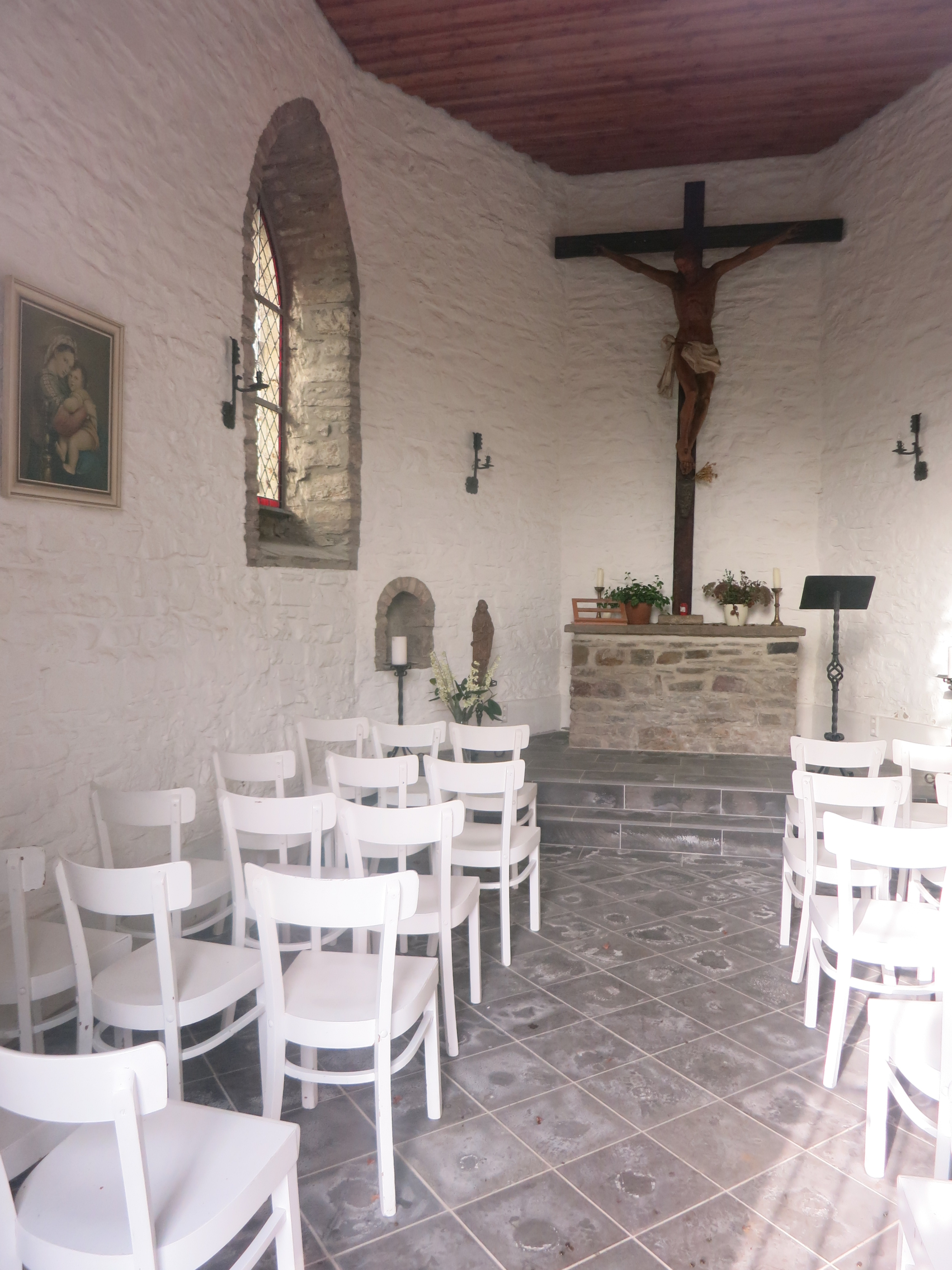
Innenansicht der Kapelle

## Geschichte
Das Baujahr der Kapelle ist nicht bekannt. Eine Urkunde aus dem Jahr 1638 erwähnt eine Stiftung des Grafen Adolf von Nesselrode aus dem Jahr 1622 zu Gunsten der Kapelle. Um 1760 wurde die Kapelle für sonn- und feiertägliche Messen genutzt. Die Kapelle verfiel nach wenigen Jahrzehnten. Während der französischen Revolutionskriege nutzten zunächst kaiserlich-österreichische, später französische Soldaten die Kapelle als Vorrats- und Aufenthaltsraum. Hierbei wurden Dach, Fenster und Türen zerstört. Später ließ ein Verwalter den Boden bis unter den Altar aufgraben, da er in der Kapelle Schätze vermutete; seine Suche blieb jedoch erfolglos.
1815 kam Graf Franz von Nesselrode in den Besitz von Ehreshoven. Im Zuge der Instandsetzung von Schloss Ehreshoven ließ er auch die Kapelle wieder herrichten. Sie konnte am 4. August 1816 eingeweiht werden. Auf dem Altar wurde ein Kreuzigungsbild angebracht.
Nach dem Bau der nahegelegenen Stauanlage, der 1932 fertiggestellt wurde, verfiel die Kapelle und wurde von Vandalen geplündert und teilweise zerstört. Die zuständige Stiftsverwaltung versuchte in den 1960er Jahren eine Renovierung, stellte die Bemühungen aber wieder ein, nachdem die Kapelle erneut zerstört worden war.
Bürger des Ortsteils und Stiftsverwaltung renovierten die Kapelle zu Beginn des 21. Jahrhunderts erneut. Neben der Pflege der Umlagen wurden die Außenwände ausgefugt, Fundamente trockengelegt und das Dach repariert. Fenster, Türen und Fußboden wurden erneuert. Die Kapelle wurde am 8. Mai 2006 neu eröffnet.